# 明月圈心蛤
明月圈心蛤（学名：Euciroa eburnea），是笋螂目圈心蛤科蓑衣蛤属的一种。主要分布于台湾，常栖息在深海。